# 빨간 앵두 3
"빨간 앵두 3"는 한국에서 제작된 박호태 감독의 1986년 영화이다. 김희라 등이 주연으로 출연하였고 정도환 등이 제작에 참여하였다.

## 출연

### 주연
- 김희라
- 이수진
- 문태선
- 김국현

## 기타
- 조명: 서병수
- 녹음: 손인호